# Tanganikallabes mortiauxi
Tanganikallabes mortiauxi är en fiskart som beskrevs av Poll, 1943. Tanganikallabes mortiauxi ingår i släktet Tanganikallabes och familjen Clariidae. IUCN kategoriserar arten globalt som livskraftig. Inga underarter finns listade i Catalogue of Life.